# Praxeología
La praxeología es una metodología que busca estudiar la estructura lógica de la acción humana consciente de forma apriorística.
La praxeología centra su atención en el individuo que actúa (individualismo metodológico), sacando de esta observación axiomas o principios elementales, inmutables e incuestionables, con los cuales analizar el proceso de la acción del humano. El análisis comienza con las apreciaciones y aspiraciones del consumidor, quien supuestamente operaría basándose en su propia (y siempre mudable) escala de valores. Combinando y entrelazando las escalas de valores de todas las personas se generaría el total de la oferta y la demanda económica (valoración subjetiva).
La praxeología toma a la ciencia económica como la aplicación de axiomas lógicos sin los cuales no sería posible la argumentación científica; y rechaza usar los métodos de las ciencias naturales (estudio de regularidades causales) para estudiar las ciencias sociales (estudio del accionar del hombre). En este punto se debate qué es y cómo se obtiene el conocimiento: los defensores de la praxeología la proponen como una alternativa al método de las ciencias naturales ya que consideran que en los acontecimientos sociales no existen parámetros ni constantes, sino que todos son «variables», lo cual hace muy difícil, si no imposible, extraer leyes históricas o realizar predicciones. En cambio, sus detractores consideran a la praxeología como una pseudociencia. El principal argumento que esgrimen es que, mientras que la ciencia parte de observaciones empíricas para luego examinar las causas subyacentes de los fenómenos, la praxeología parte de ciertos axiomas presentados como indudables, sin verificar empíricamente los propios axiomas ni sus implicaciones.
El término «Praxeología» se usó por primera vez en 1608 por el filósofo, físico y teólogo Alemán Clemens Timpler (1563-1624) en su obra Philosophiae practicae systema methodicum, aunque su definición se acredita al pensador francés Alfred Espinas (1844-1922); comúnmente se usa en relación con la obra del economista austríaco Ludwig von Mises y sus seguidores de la Escuela austríaca.

## Axiomas praxeológicos
Para la praxeología, las verdades y conclusiones que entretejen específicamente la ciencia económica y, en general, a las ciencias sociales, no son sino derivaciones lógicas de los principios de la acción humana:
- El ser humano actúa.
- El ser humano prefiere unas cosas a otras.
- Recurre a la acción para alcanzar sus siempre mudables, pero en cada momento concretos y específicos, fines.
- El factor tiempo influye en su accionar.
- El incentivo que empuja a una persona a actuar es un cierto malestar por algo.[2]
- Si una persona es perfectamente feliz no actúa, porque ya no desea nada.[2]
- Todas las personas que actúan son infelices.[2]

Estos axiomas praxeológicos se encuentran postulados primeramente en el tratado de economía La acción humana, elaborado por Ludwig von Mises.

## Estructura lógica
Mises intentó encontrar la raíz conceptual de la economía. Como otros economistas clásicos, rechazaba observar el mundo real; diciendo que los actores humanos eran demasiado complejos como para reducirlos a sus componentes y demasiado conscientes de sí mismos como para no alterar su comportamiento al saberse observados. Por eso los praxeologistas afirmaban que la observación científica de la acción humana (o su extrapolación a partir de datos históricos) sufriría siempre de la contaminación por factores pasados por alto.
Para contrarrestar la naturaleza subjetiva de los resultados del análisis histórico y estadístico, von Mises propuso el estudio de la «estructura lógica» de la acción humana. Hoy en día el estudio científico del comportamiento es llamado ciencia cognitiva, pero durante la vida de Mises no existían los modernos avances en neurología sobre los cuales se basa esta rama de la ciencia. 
En administración se plantea la indisolubilidad de las relaciones de la praxeología con otras tres disciplinas filosóficas, a saber: la epistemología, la axiología y la ontología, como una metodología para comprender el comportamiento del ser humano en las organizaciones.

### Satisfacción
De la praxeología Mises derivó la idea de que cada acto consciente del ser humano tiene como meta la mejora del nivel de satisfacción de la persona. Tuvo especial cuidado en señalar que la praxeología no se ocupa de la definición individual de lo que es la satisfacción, sino solo el modo en el que el individuo la busca: la forma en que la persona incrementa su satisfacción eliminando una fuente de descontento. Ya que el futuro es incierto, toda acción es especulativa.

### Racionalidad
El hombre de acción debe tener al menos una fuente de desagrado que crea poder eliminar; en caso contrario, no podría actuar.
Cabe aclarar que esta racionalidad se refiere a la capacidad de actuar de acuerdo a un fin, esto es, conforme a su escala subjetiva de valores. En otras palabras: el hombre puede cambiar sus valoraciones para luego cambiar su actitud. Esto puede parecer ilógico a un observador externo, pero es completamente lógico para el que actúa.

### Ordinalidad
Otra conclusión a la que llegó von Mises fue que las decisiones se toman en modo ordinal: es imposible llevar a cabo más de una acción al mismo tiempo, ya que la mente consciente solo es capaz de procesar una decisión a la vez, aun cuando estas decisiones se tomen en rápida secuencia, pareciendo simultáneas. Así, el individuo actuará según sus prioridades: removerá primero la fuente de su mayor descontento para ir progresivamente revaluando su situación e identificando consiguientemente la mayor fuente de descontento. Por lo tanto, su segunda meta siempre será menos importante que la primera, y así sucesivamente. Y de este modo, su satisfacción por cada meta subsecuente alcanzada será menor que las que obtuvo de metas más apremiantes. Esta es la regla de la utilidad marginal decreciente.
La praxeometría es un campo del saber que posibilita la construcción de tests a partir del proceso consciente, racional y deliberado de los seres humanos, para identificar su tipo de comportamiento desde la lógica de la acción humana (praxis). Se basa en métodos estadísticos que garantizan su validez y confiabilidad, y toma como referencia la praxeología (Mises, 1949). El único instrumento praxiométrico reportado es el denominado HAT (Human Action's Test).